# Nijmegen
Nijmegen (njemački: Nimwegen) je grad i luka na rijeci Waal u nizozemskoj pokrajini Gelderland. Nijmegen se nalazi blizu nizozemsko-njemačke granice.
Nijmegen je drugi najstariji grad u Nizozemskoj (najstari je Voorburg). 

## Šport
- N.E.C. Nijmegen

## Bratimljeni gradovi
- Gazintep, Turska
- Pskov, Ruska Federacija
- Masaya, Nikaragva
- Oulu, Finska
- Albany, New York, Sjedinjene Američke Države
- Suzhou, NR Kina
- Higashimatsuyama, Saitama, Japan

## Poznate osobe
- Henrik VI., car Svetog Rimskog Carstva
- Petar Kanizije, svetac
- Braća Limbourg, minijaturisti
- Gerard de Jode, kartograf
- Tha Playah, hardcore techno DJ

## Vanjske poveznice
Vodič: Nijmegen na Wikivoyageu
- Službena web stranica grada